# Nephrolepis × averyi
Nephrolepis × averyi là một loài dương xỉ trong họ Nephrolepidaceae. Loài này được Nauman mô tả khoa học đầu tiên năm 1979.